# Quinten Hann
Quinten Hann, född 4 juni 1977, är en australisk före detta professionell snookerspelare.

## Karriär
Hann blev vid 13 års ålder 1991 den yngste någonsin att göra ett TV-sänt century, vid juniortävlingen World Masters, en tävling där även bland andra Mark Williams, John Higgins och Ronnie O'Sullivan deltog. 1995 blev han professionell, och visade stor talang. De stora succéerna uteblev dock, och i rankingturneringar blev det som bäst en semifinal i 2004 års Irish Masters, samt ett antal kvartsfinalplatser. Som högst steg han till plats 14 på världsrankingen, en plats som han höll åren 2002-2004.

## Bad boy-image
Hann gjorde sig dock främst inte känd främst genom sina resultat, utan för sitt många gånger dåliga uppförande. Det började redan i unga år, då han spottade på en motståndares mamma. Som professionell har han vid upprepade tillfällen gett upp frames trots att mer än tillräckligt antal poäng återstått för att kunna vinna det, han har även ofta gjort öppningsstöten genom att spränga de röda bollarna med full kraft, vilket snookerns etikett säger att man inte bör göra. Vidare har han spelat utan skor i UK Championship, och i VM 2004 rök han nästan ihop med motståndaren Andy Hicks efter att denne vunnit matchen, och därmed säkerställt att Hann skulle ramla ur topp-16. Hann utmanade sedan Hicks på en boxningsmatch, Mark King accepterade i Hicks' ställe, men Hann vann matchen.
Anklagelser av det mer allvarliga slaget var då Hann vid två tillfällen stod inför rätta för våldtäkt, han friades dock båda gångerna. År 2005 blev han indragen i en spelskandal, det uppdagades att han tagit emot pengar för att förlora en match i China Open. Året därpå blev han avstängd från allt professionellt spel av snookerförbundet WPBSA.